# Burnhaupt-le-Haut
Burnhaupt-le-Haut település Franciaországban, Haut-Rhin megyében. Lakosainak száma 1753 fő (2022. január 1.). Burnhaupt-le-Haut Reiningue, Aspach-le-Bas, Guewenheim, Soppe-le-Bas, Burnhaupt-le-Bas és Schweighouse-Thann községekkel határos.

## Népesség
A település népességének változása:
| Lakosok száma | 1726 | 1807 | 1871 | 1802 | 1775 | 1749 | 1744 | 1731 | 1753 |
|               | 2013 | 2015 | 2016 | 2017 | 2018 | 2019 | 2020 | 2021 | 2022 |